# Rob Zwetsloot
Rob Zwetsloot (Haarlem, 1955) is een Nederlands verslaggever, programmamaker, en televisiepresentator. Hij is een van de Amsterdamse televisiepioniers, vooral bekend als presentator en producent van tv-programma's op het Amsterdamse televisiekanaal A1.
Zwetsloot was begonnen als welzijnswerker in Amsterdam. In de jaren tachtig begon hij als journalist bij linkse bladen als Zeggenschap en De Waarheid. Tegelijkertijd maakte hij deel uit van de punkband Dom, Lelijk en Gemeen.
Via zijn punkcontacten kwam hij in de jaren tachtig terecht bij de Amsterdamse StaatsTV (later StaatsTV/Rabotnik), die werd uitgezonden door de kabelzender SALTO. StaatsTV werd door de gevestigde media omschreven als anarchistisch, tegendraads en vernieuwend. Zwetsloot maakte ook gedurende vijftien jaar vele reisreportages voor de televisiezender Salto TV, onder andere in Tunesië, België, Engeland, Ierland, Polen, Rusland, voormalig Joegoslavië, Jordanië en Zweden. In die tijd zong hij in het Rabotnik-combo, vooral bekend van hun kerstshow. Hij werkte met wisselend succes voor de VPRO, MTNL, de KRO, Veronica en de NOS.
Als presentator en producent van tv-programma's op het Amsterdamse televisiekanaal A1 presenteerde hij onder andere tot 2013 het programma De Raad Vandaag, waarin hij verslag deed van de gemeenteraadsvergaderingen in de hoofdstad. In het programma In de boot met... bracht hij langere interviews. Daarnaast presenteerde hij het programma Rob's PianoBar, waarin hij interviews afwisselde met eigen gezongen composities en covers. Als gevolg daarvan werd hij tweemaal uitgenodigd op te treden op het Noorderslagfestival in Groningen.
Zwetsloot nam in 2014 deel aan de Amsterdamse gemeenteraadsverkiezingen als lijsttrekker van de Radicale Oppositie Beweging (R.O.B.), maar hij werd niet gekozen.